# 財務
財務（ざいむ、英: finance）は、お金に関する実践と業務。その主な対象には、資産、負債、損益、キャッシュフローの把握・分析・管理、資金の調達と運用といった活動が含まれる。行政においては、財政に関する事務を意味する。

## 企業
企業における財務の主な目的は、円滑な経済活動を進めるために、どのように資金を調達すべきかを見極めることにある。具体的な業務としては、経理によって作成された貸借対照表 (B/S) や損益計算書 (P/L) などの財務諸表を元にした資金計画の立案や、資金の調達・運用等がある。また、金融機関との交渉等も含まれる。
グローバル企業などにおいては、財務の責任者として、CFO（最高財務責任者）が配置されている場合も多い。
企業の財務担当者の業務には、次のようなものが含まれる。
- 資金計画の立案
- 銀行関係管理
- 銀行口座管理
- 資金繰り管理
- 資金管理と予測
- 資金の調達と運用
- 財務リスク管理
- 決済
- M&A 支援

厚生労働省では、財務と関わる職務を経理、資金財務（トレジャリー）、経営管理分析（FP&A）の 3 つに分類してまとめている。

### 日本企業の傾向
日本企業では、財務部門が設置されずに、経理部門が財務も担う場合も少なくない。この場合、「経理」と「財務」という言葉が厳密に使い分けられていない場合もある。
財務部門が設置されている場合、財務部門が資金調達の業務を行うにあたって、経理部門が作成した財務諸表を必要とすることが多く、財務部門と経理部門は密接な関係にある。また、財務の主な仕事が、日々の資金繰りを考え、資金調達を行うことを指す場合もある。

## 行政
行政においては、財政に関する事務を「財務」と呼んでいる。国家や地方公共団体による資金の調達と運用の事務がこれに含まれる。
地方自治体における財務については、地方自治法の第二編第九章にこれを定めている。

## 財務管理
財務管理 (英: Financial Management) は、収益性、支出、資金、信用に関する管理であり、組織の目的を可能な限り望ましい形で達成するための財務機能を備えることである。企業では、多くの場合、株主のために企業価値を最大化することが目的とされる。この管理の取組みは、組織の目的が達成されるよう、短期および長期の財務資源を「効率的に取得・配分する」ものである。

### 財務管理の役割
財務管理は、一般的に短期の運転資本 (ワーキング・キャピタル) の管理に関連しており、流動資産と流動負債に焦点を当てている。外国為替の変動と製品のサイクルの管理、為替ヘッジを行うこともある。効率的・効果的な日々の資金管理も含まれ、トレジャリー・マネジメント (資金財務管理) の領域と重なる部分もある。また、資本構造の管理、資本調達、資本予算 (事業部や製品間の資本配分)、配当政策といった長期的・戦略的な財務領域にも関わる。長期的・戦略的な領域は、大企業ではコーポレート・ファイナンスの領域となることも多い。
具体的な業務として次のようなものがある。
- 利益の最大化 - 限界費用が限界収益と等しい場合に発生する。財務管理の主要な目的にあたる。
- 適切なキャッシュフローの維持 - 日々の支出、例えば原材料、電気代、賃金、賃料などの支払に必要である。良好なキャッシュフローは、会社の存続を確かなものとする。財務管理の短期的な目的にあたる。
- 財務管理における資本コストの最小化 - 営業利益の向上に寄与する。
- 資金需要の予測[10] - 企業は短期と長期の両方の観点で資金の需要を予測し、資金効率を向上させることができる。この予測は、例えば売上予算や生産予算といった予算に基づく。
- 資本構造の決定 - 資本構造とは、企業全体の運営や成長のために、異なる資金源からどのように資金調達するかである。資金の必要性が予測されると、ファイナンス・マネージャーは、借入と自己資本の比率や、借入の種類を検討する。

### 各財務領域との関連性
財務管理は、「(i) 経営財務」と「(ii) コーポレート・ファイナンス」の財務領域と直接重なる部分がある。(i) 経営財務は、財務手法の経営への (学術的なものを含む) 応用に関する財務領域である。(ii) コーポレート・ファイナンスは主に長期的な資本予算 (Capital Budget) を扱い、特に大企業において関連性が高い。
様々な有価証券（株、債券、その他の証券や資産）の専門的な資産運用を担う「投資管理」との関連性もある。財務管理の文脈では、この機能はトレジャリー (資金財務) とともにあり、通常、企業の資金および流動性の管理要件に適応するための様々な短期の財務の法的契約 (契約上の義務、責務、権利) の管理が含まれている。(参照: トレジャリー・マネジメント#機能)

### 財務管理システム
財務管理システム (英: Financial Management Systems) は、資産、収入、支出のデータを接続・保存・報告するためのソフトウェアと情報技術である。財務管理の領域では様々なツールによって業務を行っており、スプレッドシートをはじめ、商用の業績管理ツール (EPM) や、データ可視化・分析ツール、ビジネスインテリジェンス (BI) が活用される場合も多い。

## 経営財務
経営財務 (英: Managerial Finance) は、財務観点での経営決定に関する財務の一分野である 。財務は、組織 (および個人) が時間をかけてどのように資金を調達し、配分するかについて扱い、事業やプロジェクトに伴うリスクを考慮するが、経営財務は、その財務手法と理論の経営への応用に重点をおく。
用いられる (また、発展的に開発される) 手法は、主に管理会計とコーポレート・ファイナンスからの応用である。管理会計は経営者が収益性と業績に関する財務情報をよりよく理解し、それに基づいて行動することに寄与し、コーポレート・ファイナンスは全体的な財務構造の最適化に寄与する。(参照: #財務管理の役割)
いずれも、経営観点での計画、意思決定、統制の取組みであるが、特に組織の財務上の戦略的な計画、組織化、意思決定、統制に特化するものである。
この分野で活動するアカデミアは主に、ビジネススクールのファイナンス学科、会計や経営科学を扱う学部に属している。

### 管理会計の手法
管理会計の手法は、「方針策定と事業運営の計画と統制を支援する」もので、財務をはじめとする意思決定に関する情報の準備と伝達において適用される。管理会計における分析は、財務会計における過去履歴とコンプライアンスの観点とは対照的に、将来を見据えた意思決定に関わるものである。
これらの活動のために、ファイナンシャル・マネージャーは、事業のラインやユニットの業績・成果を正確に評価し、組織内の資源分配をモニタリングするために、活動基準原価計算 (ABC)、ホールライフ・コスト分析 (WLC 分析)、損益分岐点分析 (CVP 分析)、差異分析、より一般的には予算分析といった、様々な管理会計と財務分析の手法を用いる。 

### コーポレート・ファイナンスの手法
経営財務は、前述の通り、ビジネスの包括的な財務構造にも焦点を当てており、キャッシュフローや収益性において生じたインパクトを含む。よって、長期的な収益・ビジネスの最適化の考慮と、短期的な業績への財務上のインパクトを最小限に抑制することも求められる。これらの目標を達成するために、経営財務はコーポレート・ファイナンスの手法を用いる。その手法は、通常以下のように構成される。
- ワーキング・キャピタル管理 (運転資本管理) - 短期の流動資産と流動負債の管理と、キャッシュフローの最適化
- 資本予算 - 「プロジェクト」の選択・評価 (バリュエーション) および資金調達、長期的な投資運用
- 資本構造と配当政策 - 長期の財務資本にかかる取組みと、バランスシートの最適化

この取組みには、様々なリスクマネジメントの応用も考慮される。